# الجامعة الدولية للرباط
الجامعة الدولية للرباط هي جامعة خاصة متعددة التخصصات، متعاقدة مع الدولة المغربية، تم إنشائها من طرف جامعيين وباحثين مغاربة مقيمين بالخارج وهي موجهة للطلبة المغاربة والأجانب.
أشرف الملك محمد السادس، الثلاثاء 15 شتنبر 2010، بسلا، على وضع الحجر الأساس لبناء الجامعة الدولية للرباط، التي تطلب إنجازها استثمارات إجمالية بقيمة 2ر1 مليار درهم.

## التاريخ
تأسست الجامعة سنة 2009 على يد عالم الحاسوب نور الدين مؤدب بدعم من الدولة المغربية وصندوق الإيداع والتدبير (CDG). وبدأت الجامعة نشاطها في سبتمبر 2010، عقب حفل وضع حجر الأساس الذي أقامه الملك محمد السادس.
أٌنشئت الجامعة، وهي الأولى من نوعها في المغرب، تحت إشراف وزارة التربية الوطنية والتعليم العالي والتكوين المهني والبحث العلمي.
تلتزم الجامعة بدعم مشاريع التنمية الكبرى في البلاد (خطة عمل الطاقة، النمو الصناعي، الفضاء، السيارات، اللوجستيات، المغرب الرقمي، التنمية المستدامة، التنمية الوطنية المستدامة، المغرب الأخضر...) من خلال التدريب والبحث والابتكار ونقل التكنولوجيا.

## تقديم

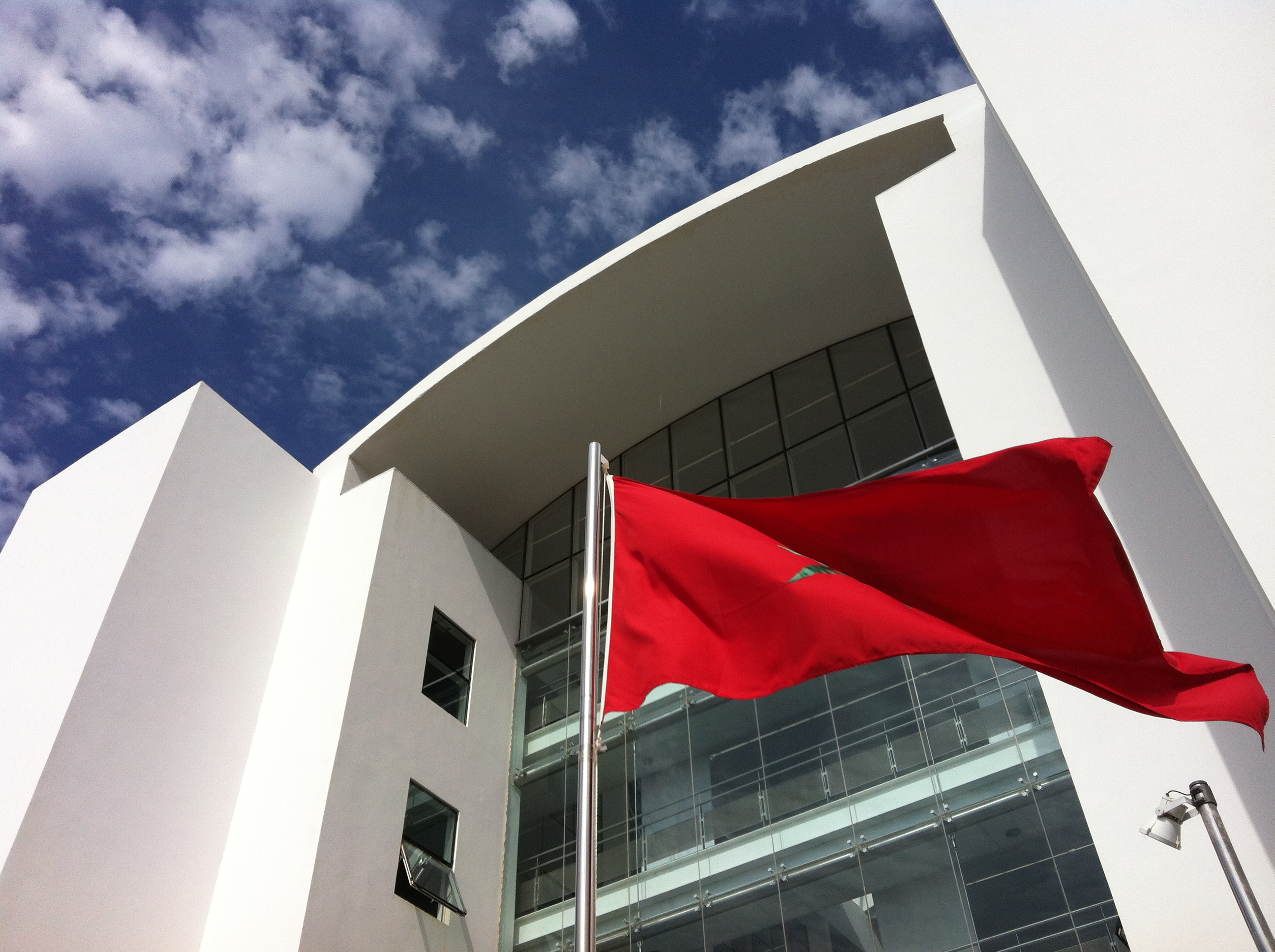
مدخل الجامعة الدولية للرباط

أول جامعة خاصة متعاقدة مع الدولة المغربية. توفر تكوينات في ثمان أقطاب. عند التخرج يحصل الطالب على دبلوم أو دبلومين مع الجامعات الأجنبية المتعاقدة مع الجامعة الدولية للرباط.
تتوفر الجامعة الدولية للرباط على الأقطاب التالية:
1. الأقسام التحضيرية للمدارس العليا
2. إلكترونيات، سوقيات(اللوجيستيك)، علم الحاسوب، اتصال عن بعد
3. العلوم السياسية والدراسات القانونية
4. التجارة، التدبير، التمويل
5. الملاحة الجوية، الفضائية، السيارات، والسكك الحديدية
6. الطاقات المتجددة والدراسات البترولية
7. الهندسة المعمارية والتصاميم
8. اللغات، ثقافة وحضارات.

## حرم الجامعة
توفر الجامعة للطلاب مطعمًا ومسبحًا ومكتبة، كما توجد ملاعب لكرة القدم والكرة الطائرة والتنس وكرة السلة وطاولات تنس الطاولة. كما يوجد 6 مباني سكنية للطلاب الذين يعيشون في الجامعة.

## التمويل
يبلغ إجمالي الاستثمار 104 مليون درهم، منها 57 مليون درهم يقدمها صندوق الإيداع والتدبير، و47 مليون درهم تقدمه الدولة المغربية على شكل 20 هكتارًا من الأراضي لإيواء الحرم الجامعي السكني الحديث. بالإضافة إلى ذلك، تتراوح الرسوم الدراسية بين 72000 و88000 درهم حسب مجال التدريب المختار، بالإضافة إلى 18000 درهم للإسكان. كما يحصل 20٪ من الطلاب على منح دراسية وفقًا لوضعهم المالي وجدارتهم التعليمية.[10]
بدءًا من العام الدراسي 2014-2015 وبالشراكة مع صندوق الإيداع والتدبير، أطلقت الجامعة الدولية بالرباط صندوقًا يُعرف باسم "تمويل UIR" لدعم الطلاب. يهدف تمويل UIR إلى تمويل جزء من الرسوم الدراسية للطلبة. تم تحديد سقف لقيمة القرض بفترة سداد لا تتجاوز 12 عامًا بحد أقصى للتأخير يساوي إجمالي مدة الدراسة في الجامعة، بالإضافة إلى عام واحد. وقد استفاد حوالي 600 طالب في الجامعة من تسهيلات الدفع المقدمة.

## التعليم التنفيذي

### مركز الرباط
اختارت الجامعة الدولية بالرباط أن تتواجد بالقرب من المنتزه العلمي بسلا (تكنوبوليس الرباط - سلا، الواقع في سلا الجديدة) لتعزيز التبادلات بين الجامعة وعالم الأعمال.
يوفر مركز التعليم المستمر، المندمج في حرم الرباط، عروضًا سكنية أصلية من خلال دمج الإقامة والوصول إلى المكتبة بالإضافة إلى المعدات الرياضية.

### مركز الدار البيضاء
في فبراير 2013، افتتحت الجامعة الدولية للرباط مركزها التدريبي في الدار البيضاء المتخصص في التعليم المستمر، والذي يقع في قلب أول منتزه استثماري في الدول النامية في المغرب، كازا نير شور (CasaNearShore).

## تكاليف الدراسة
- رسوم التسجيل: 70000 درهم في السنة. ويمكن أداء هذه الرسوم كل ثلاثة أشهر. كما يمكن تحديد جدول آخر للأداء بتشاور مع الإدارة المالية والمحاسبة.
- واجبات الإيواء بالنسبة للموسم 2013/2014
  - 1800 درهم/شهر بالنسبة للغرفة المزدوجة
  - 2500 درهم/شهر بالنسبة للغرفة الفردية

الطلبة الذين ليست لديهم الإمكانات المادية الكافية للالتحاق بأحد برامج الجامعة الدولية للرباط يمكنهم طلب مساعدات مالية على شكل منح أو قروض للطلبة.

## وصلات خارجية
- الموقع الرسمي